# Cassagnaudiella
Cassagnaudiella är ett släkte av urinsekter. Cassagnaudiella ingår i familjen Bourletiellidae.
Släktet innehåller bara arten Cassagnaudiella pruinosa.